# Amerykańska opowieść. Tajemnica potwora z Manhattanu
Amerykańska opowieść. Tajemnica potwora z Manhattanu (ang. An American Tail: The Mystery of the Night Monster, 1999) – amerykański film animowany opowiadający o kolejnych przygodach dzielnej małej myszki Fiewel.
Jest to kontynuacja trzech filmów: Amerykańska opowieść (1986), Amerykańska opowieść. Fievel jedzie na Zachód (1991) i Amerykańska opowieść. Skarb wyspy Manhattan (1998).
Premiera filmu miała miejsce 9 listopada 1999 roku w Stanach Zjednoczonych. W Polsce film został wydany na DVD przez TiM Film Studio.

## Fabuła
Potwór porywający małe myszy terroryzuje mysi świat na Manhattanie i nawiedza małego Fiewela w koszmarach. Wraz z mysim dziennikarzem, Fiewel i jego przyjaciele tropią sensację wieku i chcą rzucić okiem na monstrum.

## Obsada
- Thomas Dekker – Fievel Myszkiewicz
- Lacey Chabert – Tanya Myszkiewicz
- Jane Singer – Mama Myszkiewicz
- Nehemiah Persoff – Papa Myszkiewicz
- Pat Musick – Tony Toponi
- Doug Stone – Looper
- Robert Hays – Reed Daley
- Susan Boyd – Nellie Brie
- Candi Milo – Madame Mousey
- Jeff Bennett – Wielki Dane
- Dom DeLuise – Tygrys

## Wersja polska
Opracowanie wersji polskiej: Start International Polska

Reżyseria: Paweł Galia

Udział wzięli:
- Magdalena Krylik – Fievel
- Anna Sztejner – Tanya
- Grzegorz Pawlak – Papa
- Mirosława Krajewska – Mama
- Brygida Turowska – Tony Toponi
- Jakub Szydłowski – Tygrys
- Joanna Węgrzynowska – Nellie Brie
- Zbigniew Suszyński – Reed Daley
- Sławomir Pacek – pan Haggis
- Anna Sroka – Madame Mousey
- Zbigniew Konopka – Wilczur
- Jarosław Domin – Twitch
- Tomasz Steciuk – Budzik (Bootlick)
- Marek Obertyn – Slug
- Jacek Wolszczak
- Dariusz Błażejewski
- Andrzej Chudy
- Jan Kulczycki
- Wojciech Machnicki
- Paweł Szczesny
- Ilona Kuśmierska
- Katarzyna Skolimowska
- Marek Bocianiak
- Beata Łuczak

Lektor: Andrzej Butruk